# Papiermühle (Attendorn)

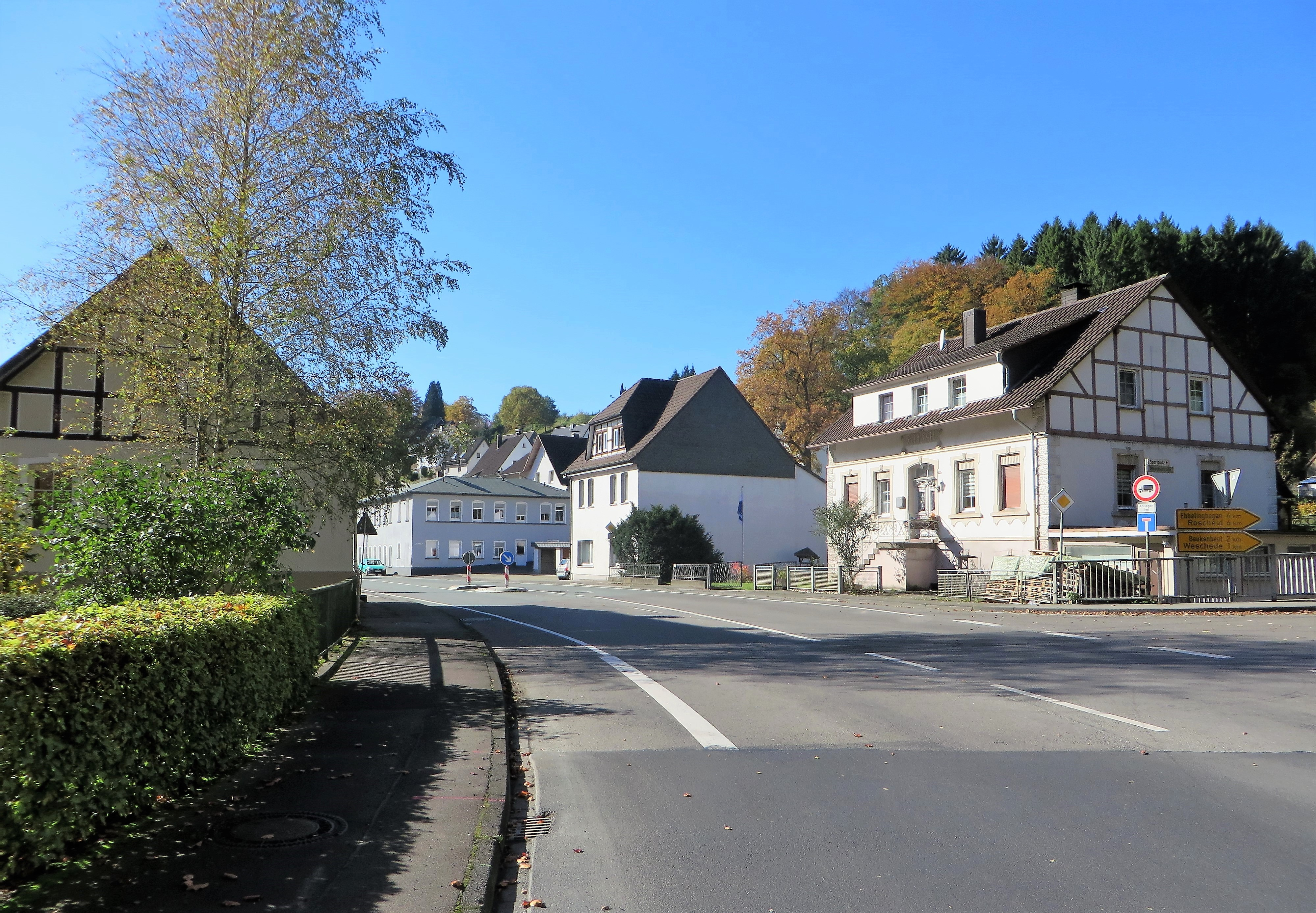
Ihnestraße in Papiermühle

Papiermühle ist ein Ortsteil der Stadt Attendorn im Kreis Olpe (Nordrhein-Westfalen) und hat 120 Einwohner (Stand 30. Juni 2024).

## Geografie
Papiermühle liegt westlich des Kernortes Attendorn an der Ihnestraße (L 539) zwischen Listerscheid im Westen und Petersburg im Osten. Der von Norden durch den Ort fließende Wesebach mündet dort in die Ihne.

## Geschichte
Politisch gehörte Papiermühle ehemals im Amt Waldenburg und im Gogericht und Kirchspiel Attendorn zur Bauerschaft Albringhausen, der auch umliegende Orte wie Listerscheid, Wamge, Weschede u. a. angehörten.
Der Name Papiermühle entstand im Jahre 1603, als ein Jost Richter den Bau einer Papiermühle zwischen Weschede und Merklinghausen beim Drost Caspar von Fürstenberg beantragte. Dieser war einverstanden gegen eine jährliche Abgabe von 5 Ries Papier. Auch der Kurfürst gab seine Einwilligung. Bis 1663 wurde der Papiermacher „Joachim auf der Papyrmüllen“ erwähnt. Nach dessen Tod übernahm ein Mann aus Menden und Ostern 1691 ein Johann Brackel. Um 1790 hatte „Schütz auf der Papiermühle“ von dem zum Wescheder Zehnten gehörenden Ländern Rente zu zahlen. Dieser Christoph Schüz wurde 1791 auch mit der Eisenerzgrube an der alten Brache am Spitzberg bei Lichtringhausen und mit der Bleigrube am Steinknap und Birkeshardt belehnt. In den Jahren 1803 bis 1816 leistete der Papiermacher Henninger die Abgaben an das Rentamt in Bilstein. 
Das in Papiermühle hergestellte handgeschöpfte Schreibpapier soll einen springenden Hirsch als Wasserzeichen gehabt haben. 
Das Adressbuch von 1835 nennt „Franz Mader, Papierfabrik, zu Papiermühle bei Attendorn“.
Als um 1850 durch mechanisches Verschleifen von Holz der Holzschliff neu aufkam, dazu die Sulfit-Cellulose erfunden und in der Papierfabrikation angewandt wurde, war das Schicksal der im Sauerland bekannten Papierherstellung aus Stroh- und Textilabfällen besiegelt. Mitte des 19. Jahrhunderts brannte die Papierfabrik ab und wurde vermutlich aus vorgenannten Gründen nicht wieder aufgebaut. Das Werksgelände mit Wasserkraft erstand Theodor Schemm und ließ darauf im Jahre 1886 eine Klebschraubenfabrik errichten. 1889 kam ein Dampfkessel und 1901 kamen sechs Fallhammer hinzu. Im Laufe der Zeit wurde die Metallwarenfabrik Theodor Schemm in ein modernes Werk umgebaut mit mehr als 140 Mitarbeitern. Inzwischen gibt es die Firma nicht mehr.
Im Firmen-Adressbuch von 1885 wird in Papiermühle ein „Dietrich Bröseker, Mühlenbesitzer, Spezereiwarenhandlung und Bäckerei“ genannt. Ende der 1920er Jahre gab es in Papiermühle eine evangelische Privatschule mit dem Lehrer Maul.
Im Jahre 1936 gab es in Papiermühle 16 Wohnhäuser mit 22 Haushaltungen und 96 Einwohner. Ende 1988 hatte der Ortsteil 115 Einwohner.
Heute befindet sich auf der rechten Seite der Ihnestraße, in Fahrtrichtung Meinerzhagen, die Firma KAPO CNC-Zerspannungstechnik und auf der linken Seite die Firma Eurotec Spannringe GmbH sowie auch an der Ihnestraße seit 1958 das Café Gräfe. 
Ab 1819 gehörte Papiermühle im Amt Attendorn zur Gemeinde Attendorn-Land, bis diese 1969 in die Stadt Attendorn eingegliedert wurde.

## Religion, Vereine
Papiermühle gehört zur Pfarrgemeinde St. Josef im nahe gelegenen Listerscheid. Das Vereinsleben findet für beide Orte im Vereinshaus bzw. in der Schützenhalle Ihnetal und auf dem Fußballplatz an der Wesetalstraße in Weschede statt.